# Puchar Świata w narciarstwie alpejskim 1988/1989
Sezon 1988/1989 Pucharu Świata w narciarstwie alpejskim rozpoczął się 26 listopada 1988 w austriackim Schladming, a zakończył 11 marca 1989 w japońskim Shiga Kōgen. Była to 23. edycja pucharowej rywalizacji. Rozegrano 29 konkurencji dla kobiet (8 zjazdów, 7 slalomów gigantów, 4 supergiganty, 8 slalomów specjalnych (1 równoległy) i 2 kombinacje) i 32 konkurencje dla mężczyzn (10 zjazdów, 6 slalomów gigantów, 4 supergiganty, 9 slalomów specjalnych (1 równoległy) i 3 kombinacje).
Puchar Narodów (łącznie) zdobyła reprezentacja Szwajcarii, wyprzedzając Austrię i RFN.

## Puchar Świata w narciarstwie alpejskim kobiet
Wśród kobiet najlepszą zawodniczką okazała się Szwajcarka Vreni Schneider, która zdobyła 376 punktów, wyprzedzając swoje rodaczki Marię Walliser i Michaelę Figini.
W poszczególnych klasyfikacjach tryumfowały:
- Michaela Figini – zjazd
- Vreni Schneider – slalom
- Vreni Schneider – slalom gigant
- Carole Merle – supergigant
- Brigitte Oertli – kombinacja

## Puchar Świata w narciarstwie alpejskim mężczyzn
Wśród mężczyzn najlepszym zawodnikiem okazał się reprezentant Luksemburga Marc Girardelli, który zdobył 407 punktów, wyprzedzając reprezentanta Szwajcara Pirmina Zurbriggena i Włocha Alberto Tombę.
W poszczególnych klasyfikacjach tryumfowali:
- Marc Girardelli – zjazd
- Armin Bittner – slalom
- Pirmin Zurbriggen i  Ole Kristian Furuseth – slalom gigant
- Pirmin Zurbriggen – supergigant
- Marc Girardelli – kombinacja

## Puchar Narodów (kobiety + mężczyźni)
- 1.  Szwajcaria – 2225 pkt
- 2.  Austria – 1967 pkt
- 3.  RFN – 834 pkt
- 4.  Francja – 609 pkt
- 5.  Włochy – 414 pkt